# Ingersleben
Ingersleben ist eine Gemeinde ohne namengebenden Hauptort im Landkreis Börde in Sachsen-Anhalt. Die Gemeinde gehört der Verbandsgemeinde Flechtingen an.

## Geografie
Die Gemeinde liegt im nordwestlichen Teil der Magdeburger Börde. Das Gelände fällt in Richtung Südwesten zum Allertal um etwa 30 m ab. Ingersleben liegt an der Grenze zu Niedersachsen. Der ehemalige innerdeutsche Grenzübergang Marienborn befand sich auf dem Gemeindegebiet. Überregionale Bedeutung hat die Gemeinde durch das bisherige einzige Endlager für radioaktive Abfälle Morsleben (ERAM) in Deutschland.

### Gemeindegliederung
- Alleringersleben
- Eimersleben mit Vorwerk Eimersleben
- Morsleben
- Ostingersleben

## Politik
Der erste Bürgermeister der Gemeinde ist laut der Wahl vom 6. Dezember 2009 Torsten Kniep.

### Gemeinderat
Laut der Kommunalwahl am 6. Dezember 2009 hat der Gemeinderat 12 Mitglieder. Die Wahlbeteiligung lag bei 55,23 %. Die Wahl brachte folgendes Ergebnis:
|  | CDU                                     | 5 Sitze |  |
|  | Liste Eimersleben                       | 4 Sitze |  |
|  | Allgemeine Bürgervertreter Morsleben    | 2 Sitze |  |
|  | Ostingersleben für Gemeinde Ingersleben | 1 Sitz0 |  |

Weiteres Mitglied des Gemeinderates und dessen Vorsitzender ist der Bürgermeister.

## Geschichte
Ingersleben wurde erstmals im Jahre 1111 als Ingressleben und 1121 als Iggersleve erwähnt. Der Namensbestandteil Inger- stammt von dem Personennamen Ingher, die Endung -leben bedeutet: „Hinterlassenschaft, Erbe“.
Im Mittelalter wurde der Ort Ingersleben, auch West-, dann Aller-Ingersleben (Ingersleben uff der Alre) genannt. Er gehörte ursprünglich den Edlen von Waresleben und Hornburg, dann den Grafen von Grieben zu Ammensleben. Das Patronat und 25 Hufen kamen 1120 an das Stift Groß Ammensleben. Im 14. Jahrhundert gehörte es der Familie von Bartensleben; auch die Familie von Berwinkel war im Ort begütert, Busso von Berwinkel vermachte 1395 den halben Zehnt des Dorfes dem Kloster Marienborn. Die andere Hälfte besaßen die von Alvensleben zu Erxleben. Das Patronat kam später auf das Ludgerikloster vor Helmstedt und durch Vergleich im Wesentlichen seit 1662 an die Familie von Veltheim. Nach dem Dreißigjährigen Krieg hatte Alleringersleben im Jahre 1650 nur noch 60 erwachsene Einwohner. Anfang des 18. Jahrhunderts gab es eine verheerende Feuersbrunst, die den unteren Teil des Dorfes völlig einäscherte; auch 1792 in Ostingersleben, als 33 Wohnstellen vernichtet wurden.
Im Jahre 1818 gab es in Alleringersleben ein Vorwerk mit Schäferei (Besitz: von Veltheim), 61 Wohnhäuser, 399 Einwohner, eine evangelisch-lutherische Kirche mit Schule, einen Krug und drei Wassermühlen; in Ostingersleben (Besitz/Patronat: von Alvensleben zu Erxleben) 65 Wohnhäuser, 446 Einwohner, eine evangelisch-lutherische Kirche, einen Krug und eine Windmühle.
Am 1. Januar 2010 schlossen sich die bis dahin selbstständigen Gemeinden Alleringersleben, Eimersleben, Morsleben und Ostingersleben zur neuen Gemeinde Ingersleben zusammen. Diese wurde Mitgliedsgemeinde der ebenfalls an diesem Tag gegründeten Verbandsgemeinde Flechtingen. Am selben Tag wurde auch die Verwaltungsgemeinschaft Flechtingen aufgelöst.

## Kultur und Sehenswürdigkeiten
→ Liste der Kulturdenkmale in Ingersleben

## Verkehr
Die Bundesstraße 1, die Braunschweig mit Magdeburg verbindet, führt direkt durch die Gemeinde. Eine Anbindung an die Bundesautobahn 2 ist unmittelbar mit der Anschlussstelle Alleringersleben (64) gegeben.
Die Bahnstrecke Marienborn–Beendorf führte durch Morsleben, einem Ortsteil von Ingersleben. Nächster Bahnhof ist Marienborn an der Bahnstrecke Braunschweig–Magdeburg.